# Seznam osebnih imen na Q
Seznam osebnih imen, ki se pričnejo s črko Q.

## Seznam

### Moška
- Qjonte
- Qlotus
- Qmars
- Qmart
- Qo
- Qoaimarael
- Qocavib
- Qochata
- Qodi
- Qodus
- Qodvoldeus
- Qoheleth
- Qohqohilppip
- Qonan
- Qontrel
- Qoraish
- Qorchi
- Qordale
- Qoree
- Qori
- Qorin
- Qorkhmaz
- Qortez
- Qourtnei
- Qourtney
- Qowiyul
- Qown
- Qoyor
- Qpid
- Qrac
- Qralwaa
- Qreinthial
- Qristopher
- Qron
- Qronus
- Qronyx
- Qroon
- Qshawn
- Qssim
- Qtatdah
- Qtip

### Ženska
- Q-Mart
- Q-Tip
- Qlisa
- Qmart
- Qmia
- Qoaimarael
- Qoecia
- Qoi
- Qolisa
- Qolvom
- Qona
- Qonita
- Qorchi
- Qori
- Qorin
- Qorina
- Qortnee
- Qoseen
- Qourtasia
- Qousain
- Qoyor
- Qreka
- Qresha
- Qrystal
- Qrysti
- Qrystin
- Qsari
- Qtip
- Qtitya